# Cyberutopism
Cyberutopism, webbutopism, digital utopism eller utopiskt internet är en underkategori till teknologisk utopism och tron att onlinekommunikation bidrar till ett mer decentraliserat, demokratiskt och libertarianskt samhälle. De önskade värdena kan också vara integritet och anonymitet, yttrandefrihet, tillgång till kultur och information eller även socialistiska ideal som leder till digital socialism.

## Ursprung
Den kaliforniska ideologin är en uppsättning övertygelser som kombinerar bohemiska och antiauktoritära attityder från 1960-talets motkultur med teknoutopism och stöd för nyliberal ekonomisk politik. Dessa uppfattningar anses av vissa ha varit karakteristiska för IT-industrins kultur i Silicon Valley och på USA:s västkust under dotcom-boomen på 1990-talet. Adam Curtis kopplar det till Ayn Rands objektivistiska filosofi i filmen All Watched Over by Machines of Loving Grace (TV-serie). En sådan ideologi av digital utopism gav näring åt den första generationen av internetpionjärer.

## Exempel

### Politisk användning
Ett av de första initiativen med anknytning till digital teknologi och utopism var det chilenska projektet Cybersyn. Projekt Cybersyn var ett försök till cybernetisk styrning för att genomföra socialistisk planering under president Salvador Allende. Boken Towards a New Socialism argumenterar mot uppfattningen av digital socialism som en utopi. Digital socialism kan kategoriseras som ett verkligt utopiskt projekt.
Cybersocialism är ett namn som används för fildelning som ett brott mot immateriella rättigheter och vars legalisering inte var förväntad – en utopi.
Cyberutopism fungerar som en bas för cyberpopulism. Elektronisk demokrati, som föreslagits och praktiserats av Piratpartierna, ses som en idé motiverad av cyberutopism. I Italien använder Femstjärnerörelsen i stor utsträckning cyberutopisk retorik och lovar direkt demokrati och bättre miljöregleringar via webben. I det här fallet använde de det förundran eller den digitala sublima som förknippas med digital teknologi för att utveckla sin politiska vision.

### Besläktade utopier
Cyberutopism har ansetts vara en derivat av extropianism, där det yttersta målet är att ladda upp mänskligt medvetande till internet. Ray Kurzweil skriver, särskilt i The Age of Spiritual Machines, om en form av cyberutopism som kallas singularitet; där tekniska framsteg kommer att vara så snabba att livet kommer att bli erfarenhetsmässigt annorlunda, obegripligt och avancerat. 

### Utbytestjänster för gästfrihet
Hospitality exchange services (HospEx) är sociala nätverkstjänster där värdar erbjuder gratis boende i hemmet. De är en gåvoekonomi och formas av altruism och är exempel på cyberutopism.

## Kritik
Existensen av denna övertygelse har dokumenterats sedan internets begynnelse. Att dotcom-bubblan sprängdes försvagade majoritetens utopiska syn på cyberrymden; dock fortsätter dagens "cyberskeptiker" att existera. De tror på idén att internetcensur och cybersuveränitet gör det möjligt för repressiva regeringar att anpassa sina taktiker för att bemöta hot genom att använda teknik mot oliktänkande rörelser. Douglas Rushkoff konstaterar att "idéer, information och applikationer som nu lanseras på webbplatser runt om i världen drar nytta av den transparens, användbarhet och tillgänglighet som internet föddes för att leverera". År 2011 kritiserade Evgeny Morozov i sin bok The Net Delusion: The Dark Side of Internet Freedom cyberutopismens roll i global politik; och konstaterade att tron är naiv och envis, vilket möjliggör auktoritär kontroll och övervakning. Morozov noterar att "tidigare hippies" på 1990-talet är ansvariga för att ha orsakat denna felaktiga utopiska övertygelse: "Cyberutopister satte sig ambitiöst in för att bygga ett nytt och förbättrat Förenta Nationerna, bara för att sluta med ett digitalt Cirque du Soleil".
Kritik under de senaste decennierna har riktats mot positivistiska tolkningar av internet. År 2010 argumenterade Malcolm Gladwell i en artikel i The New Yorker för sina tvivel om sociala mediers frigörande och stärkande egenskaper. I artikeln kritiserar Gladwell Clay Shirky för att ha propagerat och överskattat sociala mediers revolutionära potential: "Shirky anser att denna modell av aktivism är en uppgradering. Men det är helt enkelt en form av organisering som gynnar de svaga kopplingarna som ger oss tillgång till information framför de starka kopplingarna som hjälper oss att hålla ut inför fara."
Cyberutopism har också jämförts med en sekulär religion för den postmoderna världen. År 2006 skrev Andrew Keen i The Weekly Standard att Web 2.0 är en "storslagen utopisk rörelse" liknande det "kommunistiska samhället" som beskrivs av Karl Marx.